# Humphrey Gilbert
Pour les articles homonymes, voir Gilbert.
Sir Humphrey Gilbert (né vers 1539 probablement au château de Compton, dans le Devon - disparu en mer au large des Açores le 9 septembre 1583) est un officier et explorateur anglais qui servit sous le règne d'Élisabeth Ire. Pionnier de la colonisation anglaise, il a, le premier, pris possession d'une terre au nom de la couronne d'Angleterre en Amérique du Nord. Il était, par sa mère, demi-frère de Walter Raleigh.

## Jeunesse
Gilbert était le cinquième fils d'Othon Gilbert, et de sa femme Katherine, née Champernowne. Ses frères Sir John Gilbert et Adrian Gilbert, et ses demi-frères Carew Raleigh et Sir Walter Raleigh étaient des personnalités importantes pendant les règnes de la reine Élisabeth Ire et du roi Jacques Ier. Protégé de Henry Sidney, il poursuivit ses études à Eton, où il apprit le français et l'espagnol, et à l'Université d'Oxford où il étudia l'histoire et la navigation. Il s'établit ensuite à Londres et résida sans doute dans le quartier des Inns of Chancery, vers 1560-1561.
Ses devises, qui étaient : Quid non? (« Pourquoi pas ? ») et Mutare vel timere sperno (« Je dédaigne de me cacher ou d'avoir peur »), reflètent assez son tempérament aventurier. Il fut blessé au combat lors du siège du Havre-de-grâce (auj. Le Havre), en juin 1563. Dès le mois de juillet 1566 il servait en Irlande sous les ordres de Henry Sidney (alors lord lieutenant d'Irlande) contre les armées de Shane O'Neill, mais fut renvoyé en Angleterre assez vite avec des missives à remettre à la Reine (voyez Plantations en Irlande et Reconquête de l'Irlande par les Tudor). Il profita de cette mission pour présenter à la souveraine un projet de route commerciale vers Cathay reposant sur l'existence d'un passage du Nord-Ouest (« A discourse of a discoverie for a new Passage to Cataia », publiée avec des révisions en 1576). En l'espace d'une année, il avait consigné par écrit ses visions, dans lesquelles il avait reçu la promesse de Job et du roi Salomon d'accéder à la connaissance par la voie mystique.

## La campagne d'Irlande

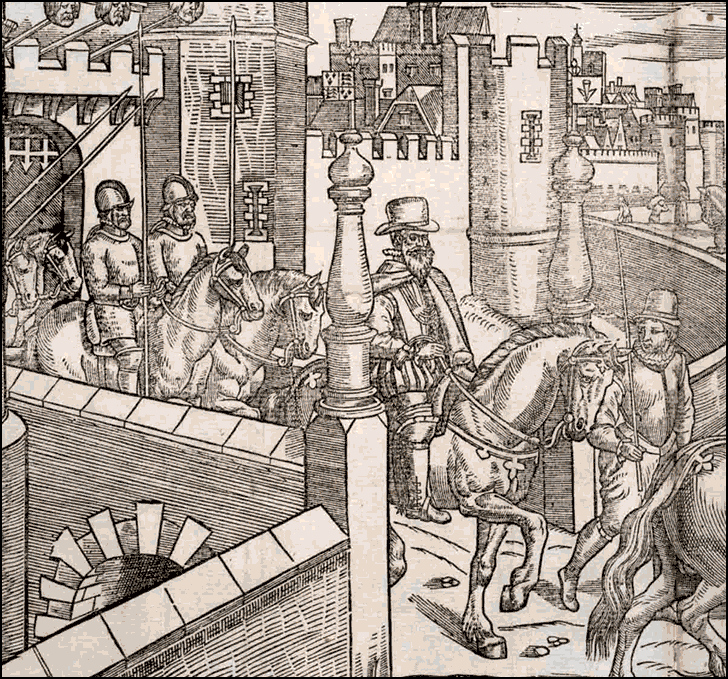
Henry Sidney, Lord Deputy d’Irlande nommé par Élisabeth Ire, quitte le château de Dublin. Détail tiré d'une planche de The Image of Irelande, par John Derrick (Londres, 1581).

Puis Gilbert retourna en Irlande et, après l'assassinat de O'Neill en 1569, il bénéficia de la charge (purement honorifique) de gouverneur de l'Ulster et entra au Parlement d'Irlande. Vers cette époque, il entreprit le premier secrétaire de la Reine, Lord Burghley, en vue de son rappel en Angleterre pour, selon ses termes, recouvrer la vue ("for the recovery of my eyes") quoiqu'il nourrît encore quelques ambitions en Irlande même, particulièrement dans la province méridionale de Munster. En avril 1569, il proposa de doter la province d'un président et d'une chambre régionale, militant en faveur du développement de la région de Baltimore (auj. le Comté de Cork), propositions approuvées par le conseil municipal de Dublin. Avec Sidney et le Secrétaire d'État Thomas Smith, il était également responsable de la planification des colonies d'Ulster, au bénéfice de nobles du Devon.
Le comportement de Gilbert dans le sud de l'Irlande entre pour une bonne part dans le déchaînement des Rébellions des Geraldines du Desmond. Un de ses parents, Peter Carew (autre aristocrate du Devon), élevait des prétentions discutables sur l'héritage de plusieurs terres du pays de Butler dans le sud du comté de Leinster. Le comte d'Ormonde (qui avait été un compagnon de cœur de la reine dans sa jeunesse) était alors absent d'Angleterre : sa famille joua de son influence à la cour pour contrer les procès intentés par Carew devant les tribunaux. 
Gilbert brûlait de soutenir son cousin et, après le coup de main de Carew sur la baronnie d'Idrone (auj. Comté de Carlow), il marcha vers l'ouest avec ses troupes et passa la Blackwater à l'été de 1569, faisant sa jonction avec son cousin pour combattre Edmund Butler, frère benjamin du comte d'Ormond. L'affrontement tourna à la confusion du comté de Leinster à la province de Munster, lorsque les Giraldines du Desmond se soulevèrent. Gilbert, nommé colonel par le gouverneur Sidney, fut chargé de la répression du factieux, James Fitzmaurice Fitzgerald (en qui Gilbert voyait « une cervelle de moineau »).
Les Giraldines furent délogés de Kilmallock, mais revinrent assiéger Gilbert, qui repoussa des assaillants supérieurs en nombre lors d'une sortie, au cours de laquelle son cheval fut abattu sous lui et son bouclier transpercé par une pique. Après ce premier succès, il trouva l'audace de contre-attaquer en territoire rebelle, et se fraya un passage vers le Comté de Kerry et Connello sans rencontrer d'ennemis, s'emparant d'une trentaine de forts sans même disposer d'artillerie.
Au cours des trois semaines de cette campagne, il ne fit aucun quartier et passa tous les paysans par l'épée (femmes et enfants compris) ce qui peut aussi expliquer pourquoi tant de châteaux avaient été abandonnés à son arrivée. On dit aussi que c'est à sa demande que le capitaine Apsley fut envoyé dans le Kerry pour terroriser la population.
L'attitude de Gilbert à l'égard de l'Irlande peut être appréhendée au travers du commentaire suivant, daté du 13 novembre 1569: « Ces gens sont têtus et s'ils sentent qu'il perdent le fil, fût-ce d'un brin, ils sont prêts à se précipiter mors aux dents dans l'anarchie plus profondément en l'espace d'un mois, que vous ne pourriez les en tirer en y passant trois mois ». Pour modérer les ardeurs des partisans, il n'hésita pas à mettre en scène d'odieux spectacles : après une bataille, il ordonnait de décapiter les cadavres de ses ennemis et de disperser leurs restes, afin de former une allée de têtes coupées à l'entrée de sa tente : ainsi, les survivants, le soir, devaient demander leur grâce en passant devant les têtes de leurs parents.
Si la coutume consistant à décapiter ses ennemis était vivace dans l'Irlande des Gaëls, l'adoption de cette pratique par un commandant anglais censé défendre les intérêts de la justice et des opprimés était une première (John Perrot y eut à nouveau recours dans la région de Kilmallock quelques années plus tard).
Au retour du comte d'Ormond en Angleterre, les frères Butler furent rappelés à la Cour, provoquant l'affaiblissement du parti des Giraldines. En décembre 1569, après l'aveu de trahison d'un chef de la rébellion membre du gouvernement, Gilbert fut anobli comme chevalier par Sidney au milieu du camp du chef ennemi Fitzmaurice, couvert des cadavres de guerriers Gallóglaigh. Fitzmaurice poursuivit cependant le combat (il ne devait se rendre qu'en 1573), et, un mois après le retour de Gilbert en Angleterre, il parvint à reprendre Kilmallock avec 120 fantassins, mettant la garnison de la ville en déroute et pillant la ville trois jours de suite, n'y laissant qu'un « repaire de loups ».

## Député et homme de cour
En 1570, Gilbert rentra en Angleterre, où il épousa Anne Aucher, qui devait lui donner six fils et une fille.
Gilbert fut élu au Parlement en tant que représentant de Plymouth. Il milita d'une façon choquante en faveur du maintien de la « Prérogative de la Couronne », un article ancien du droit coutumier anglais par lequel les souverains pouvaient réquisitionner les biens des particuliers pour leur usage propre. Avec Smith, il se lança dans des recherches d'alchimie qui promettaient de transmuter du fer en cuivre et en antimoine, et de transformer du plomb en mercure.
Mais dès 1572, Gilbert portait son attention sur les Pays-Bas espagnols, où, à la tête d'un corps expéditionnaire de 1500 hommes (pour la plupart, des déserteurs de la colonie que Thomas Smith avait fondée en Ulster), il vint au secours des Gueux de la mer de Hollande avec des résultats décevants. Au cours des six années suivantes, Gilbert interrompit ses voyages et se consacra à l'écriture. En 1573, il proposait à Élisabeth Ire d'établir une académie à Londres, suggestion qui fut effectivement mise en application par Sir Thomas Gresham avec le Gresham College. Gilbert prit part, aux côtés de Lord Burghley et de Robert Dudley, qui tous deux avaient monté un laboratoire d'alchimie à Limehouse, à la fondation de la « Society of the New Art ».
Par la suite, Gilbert versa dans une série d'expéditions maritimes plus ou moins avortées dans lesquelles il dilapida sa fortune et fit perdre la vie à plusieurs de ses parents. Il appuya de son autorité l'expédition de Martin Frobisher au Groenland, qui rapporta en Angleterre une cargaison d'un mystérieux minéral jaune, finalement sans valeur. Sans se départir de ses convictions, il mit à nouveau sur pied une expédition pour l'Amérique, assemblant en novembre 1578 à Plymouth une flottille de sept vaisseaux, qui fut dispersée par la tempête et, contrainte au retour, rallia le Devon six mois plus tard ; le seul navire de l'expédition qui avait réussi à gagner le large était le Falcon, commandé par Raleigh.

## Retour en Irlande
Au cours de l'été 1579, Gilbert et Raleigh furent chargés par William Drury, lord-gouverneur d'Irlande, d'attaquer par terre et par mer le vieil ennemi de la Couronne, le rebelle James Fitzmaurice Fitzgerald, afin d'intercepter un convoi de ravitaillement espagnol envoyé au secours des catholiques de Munster. Gilbert commandait alors trois vaisseaux : l' Anne Ager (ou peut-être Anne Archer, ou Aucher du nom de sa femme) jaugeant 250 tonneaux, le Relief, et le Squirrell, une petite frégate de 10 tonneaux. Ce dernier navire, pris à un pilote portugais, avait accompli le voyage aux Amériques (aller et retour) en l'espace de trois mois.
Au cours de sa mission de blocus des côtes d'Irlande, Gilbert avait dû gagner le large au cours d'une tempête en juin 1579, et, pris dans les brumes et une pluie drue, il ne parvint pas à retrouver sa route vers les côtes ; circonstance qui amena la reine à douter de ses capacités de marin. Sa flotte fut finalement remorquée vers la Baie de Biscaye, tandis que le navire de ravitaillement espagnol entrait triomphalement dans Dingle harbour, où il fut accueilli dans la liesse par les rebelles. Au mois d'octobre, Gilbert finit par rallier le port de Cobh dans la province de Munster, et là il blessa sérieusement un noble irlandais, le frappant de son sabre au visage. Puis il eut une querelle avec un commerçant, qu'il égorgea sur les quais.

## Prise de possession de Terre-Neuve

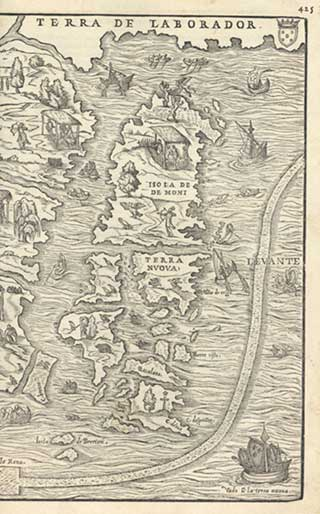
Les terres découvertes par Jean Cabot, tiré de Navigationi et viaggi de Giovanni Battista Ramusio (Venise, 1583).

On s'attendait, après la démission d'Ormond en tant que gouverneur au printemps de 1581, à la nomination de Gilbert comme président du Munster (il était alors député de Queenborough dans le Kent), mais ses pensées étaient tournées vers l'Amérique du Nord, où il espérait s'emparer de nouvelles terres au nom de la couronne.
Mais ce n'est qu'en 1583, alors que les privilèges royaux que lui avait accordés la couronne pour six ans, venaient à expiration, qu'il parvint à mobiliser des fonds suffisants : les catholiques anglais, contraints par décret de s'exiler, préféraient encore braver l'inconnu outre-mer que de tenter leur chance dans une Europe continentale instable et hostile. Ainsi, la perspective d'une aventure américaine, dans laquelle Gilbert leur faisait miroiter la colonisation de 9 millions d'hectares (36 000 km ²) autour de la rivière Norembergue, parvint-elle à en allécher un grand nombre.
Pourtant la levée de fonds auprès des catholiques fut un échec, non seulement parce que le Conseil Privé (Privy Council) de la couronne exigeait que les « papistes » payent préalablement l'amende qui leur était infligée pour leurs croyances, mais aussi parce que le clergé catholique, stipendié par les agents de l'Espagne, les dissuadait d'interférer, par leurs investissements, avec les intérêts des Habsbourg en Floride. Malgré cela, Gilbert parvint à lever les voiles vers l'ouest avec une flottille de cinq vaisseaux en juin 1583. L'un des navires, le Bark Raleigh, commandé par Walter Raleigh en personne, dut faire demi-tour faute de vivres. Les équipages recrutés par Gilbert étaient constitués de marginaux, de criminels et de pirates mais, en dépit de leur indiscipline, la flotte finit par atteindre Terre-Neuve.
En entrant dans le port de Saint-Jean de Terre-Neuve, Gilbert se trouva encerclé par la flotte de pêche, sur ordre du commandant du port (un Anglais) en représailles d'un acte de piraterie commis contre un chalutier portugais par un des officiers de Gilbert en 1582. Après avoir forcé ce barrage, Gilbert brandit ses lettres patentes et, très solennellement, il déclara prendre possession de Terre-Neuve (et de toutes les terres s'étendant 200 lieues de part et d'autre, au nord comme au sud) au nom de la couronne d'Angleterre, le 5 août 1583. La cérémonie consistait à couper une touffe de gazon pour symboliser le transfert de la possession de la terre, selon la Common law d'Angleterre. Il s'empara des ports de pêche de l'île et prétendit lever un impôt sur tous les pêcheurs (des Basques, presque tous ibériques et français) actifs dans la zone du Grand banc de Terre-Neuve.
Au bout de quelques semaines, ses navires levèrent les voiles, sans qu'il ait pu établir un fort, faute de matériel. Gilbert insista pour rester à bord de son navire favori, une petite caravelle appelée le Squirrel. Peu après, il ordonna de changer de cap, une décision controversée qui, du fait de son obstination et de son mépris des avis de marins plus expérimentés que lui, le fit échouer sur ce qu'on pense avoir été les bancs ouest de l'Île de Sable, quelques marins y perdant la vie. Remis à flot, les équipages aperçurent un monstre marin ayant « l'aspect d'un lion et des yeux menaçants ».
Après discussion avec ses capitaines Hayes et Cox, Gilbert se laissa persuader le 31 août de retourner en Angleterre. Le vent devait leur être favorable, car ils rallièrent Cape Race en deux jours et bientôt la terre fut hors de vue. Gilbert, qui s'était blessé au pied à bord du Squirrel, dut être transbordé sur le Golden Hind pour qu'on le panse, et là il s'enquit des moyens de remorquer les deux petits navires (dont son Squirrel) pour les ramener en Angleterre. Lorsqu'il devint évident que seuls les deux plus gros navires poursuivraient le voyage, il refusa d'abandonner le Squirrel. Après une première tempête, il y eut une accalmie et le convoi progressa rapidement. Gilbert remonta à bord du Golden Hind, s'entretint avec Hayes, mais exigea de retourner sur le Squirrel, en dépit du fait que, de l'avis de son interlocuteur, ce navire, trop lourdement armé, ne tiendrait plus longtemps la mer. À environ 900 miles de Cape Race, la flottille essuya un nouveau grain, avec « des vagues étroites et hautes comme des pyramides », selon l'expression du capitaines Hayes.
Le 9 septembre, la frégate Squirrel avait été balayée par une vague, mais refit surface. Contre les exhortations de ses hommes, qui l'invitaient à monter à bord d'un plus gros navire, Gilbert ne bougea pas : on le voyait assis à l'arrière de sa petite frégate, absorbé dans la lecture. Lorsque le Golden Hind croisa à portée de voix, l'équipage l'entendit crier à plusieurs reprises « Nous sommes aussi près du Paradis par voie de mer que par voie de terre » (" We are as near to Heaven by sea as by land! "), en levant sa main vers le ciel comme pour illustrer son propos. Vers minuit, les lumières de la frégate disparurent entre les vagues, et l'homme de quart du Golden Hind se mit à crier : « Le général a été emporté ». Le Squirrel avait sombré corps et biens.
On pense que Gilbert était inspiré par l' Utopie de Thomas More, où l'on peut lire le passage suivant : Celui qui n'a pas de tombe est recouvert par les cieux, et la route qui mène au paradis est toujours aussi longue d'où que l'on vienne.,.

## Postérité
Gilbert était le père de Ralegh Gilbert, vice-gouverneur de l'éphémère colonie de Popham (1607), en Virginie.
Comme plusieurs grands personnages de la période élisabéthaine, Gilbert était natif du Devonshire. Inspiré et audacieux, il a davantage marqué son époque par son enthousiasme pour la conquête de nouvelles terres que par ses tentatives, presque toutes avortées. Si la campagne d'Irlande fut un véritable carnage (débouchant cependant sur la conquête de l'Ulster et du Munster), l'aventure américaine finit par porter ses fruits. L'annexion franchement symbolique de Terre-Neuve devint une réalité militaire dès 1610 ; mais la transmission à son demi-frère Ralegh de son privilège royal sur les explorations en Amérique, en 1584, fut un événement décisif : elle rendit possible les expéditions de Roanoke, premières véritables tentatives de colonisation anglaises en terre américaine.
L'explorateur anglais John Davys baptisa d'après son nom le Détroit de Gilbert au large du Groenland.

### Dans la littérature
Dans la mesure où l'on n'a pas vraiment vu le navire de Gilbert couler, et où son décès n'a pu formellement être constaté, il y a place (du moins en théorie) pour les théories les plus échevelées (qu'elles se situent à son époque ou dans un autre monde) sur sa véritable fin. On trouve des élucubrations sur ce thème dans deux romans de science-fiction, et l'un forme même la trame du roman.
- Humphrey Gilbert est le héros de Fire in the Abyss, un roman de Stuart Gordon (1983)[8]. L'auteur imagine que Gilbert n'est pas mort, mais a voyagé dans le temps jusqu'au XXe siècle, objet d'une expérience secrète de l'US Navy (la couverture de l'édition anglaise montre l'explorateur épée à la main sur le pont d'un sous-marin, faisant face à l'équipage au beau milieu de l'Atlantique...).
- Dans le roman de Philip José Farmer intitulé La Porte du temps (1966), Gilbert n'est pas envoyé vers le futur, mais dans une uchronie. Ne retrouvant pas les autres bateaux de son escadre, il dirige le "Squirrel" vers ce qu'il pense être le port de Bristol en Angleterre. Il y trouve une ville appelée Ent, où les gens parlent une langue qui ne ressemble que de loin à l'anglais. Le pays s'appelle Blodland, une « Angleterre-bis » qui n'aurait connu ni la conquête romaine, ni l'invasion normande, mais plutôt une longue période de raids Vikings (d'où le nom de Blodland = pays des carnages).